# Gmina Eden (hrabstwo Benton)

Położenie Gminy Eden w hrabstwie Benton

Gmina Eden (ang. Eden Township) – gmina w USA, w stanie Iowa, w hrabstwie Benton. Według danych z 2000 roku gmina miała 275 mieszkańców.